# Cranfield
Cranfield è un paese di 5 443 abitanti della contea del Bedfordshire, in Inghilterra.